# Allegra Edwards

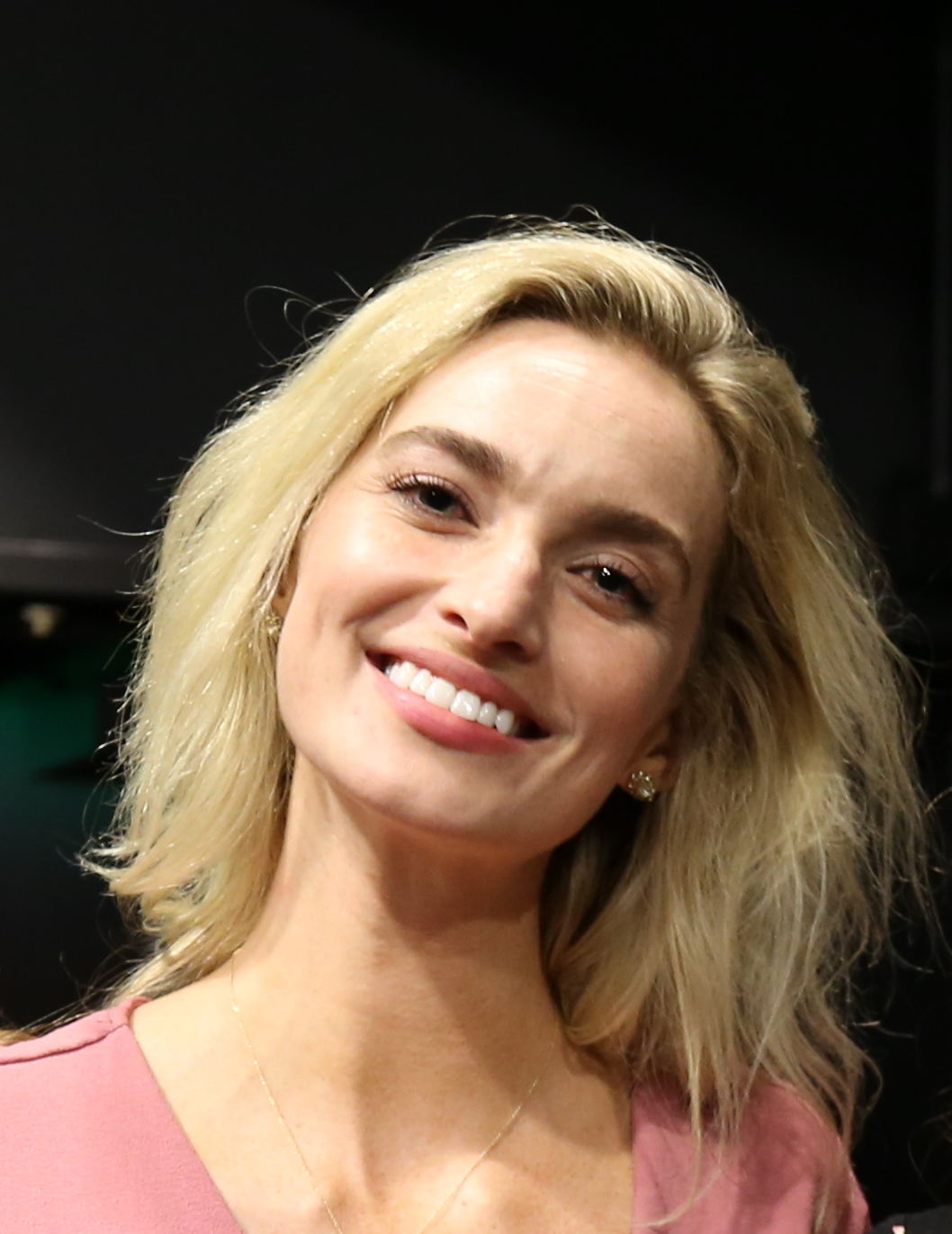
Allegra Edwards (2019)

Allegra Rose Edwards (* 9. September 1987) ist eine US-amerikanische Schauspielerin.

## Leben
Allegra Edwards wuchs in Denver, Colorado mit zwei Geschwistern auf. Sie studierte an der Pepperdine University, wo sie 2010 einen Bachelor erwarb. Eine Schauspielausbildung erhielt sie am American Conservatory Theater in San Francisco, die sie 2013 als Master of Fine Arts (MFA) abschloss.
2014 spielte sie am Idaho Shakespeare Festival in Boise, Idaho in Steel Magnolias von Robert Harling die Rolle der Shelby. Nach der Übersiedlung nach New York City stand sie 2015 in der Off-Broadway-Produktion Everything You Touch auf der Bühne.
Es folgten Episodenrollen in Serien wie Modern Family und New Girl (2016) sowie The Mindy Project, Friends from College, The Last Tycoon und Orange Is the New Black (2017). Ebenfalls 2017 war sie in der Filmkomödie Sandy Wexler mit Adam Sandler in der Titelrolle als Mary zu sehen, in der deutschsprachigen Fassung wurde sie von Wanda Worch synchronisiert. In The Social Ones (2019) von Laura Kosann verkörperte sie die Rolle der Mika Brioni-Shaw.
In der Serie Briarpatch von USA Network mit Rosario Dawson basierend auf der Vorlage von Ross Thomas hatte sie 2019/20 eine wiederkehrende Rolle als Cindy McCabe. Seit 2020 spielt sie in der Prime-Video-Science-Fiction-Comedy-Serie Upload die Rolle der Ingrid Kannerman, die Freundin von Nathan Brown, dargestellt von Robbie Amell.
Seit 2019 ist sie mit dem Schauspieler Clayton Snyder verlobt.

## Filmografie (Auswahl)
- 2009: Tutor (Kurzfilm)
- 2010: Life Is Not a Musical: The Musical
- 2016: My Friend Violet
- 2016: Upstairs (Kurzfilm)
- 2016: Modern Family – Blindsided
- 2016: New Girl – Homecoming
- 2016: Jon Glaser Loves Gear – Hockey
- 2016: AdFirm (Fernsehfilm)
- 2017: The Mindy Project – Mindy Lahiri Is a White Man
- 2017: Sandy Wexler
- 2017: Orange Is the New Black – The Reverse Midas Touch
- 2017: Friends from College – Second Wedding
- 2017: The Last Tycoon – Nobody Recasts Like Monroe
- 2018: I See Through You (Kurzfilm)
- 2018: #Fashionvictim (Fernsehfilm)
- 2019: The Social Ones
- 2019: Alternatino with Arturo Castro – The Girlfriend
- 2019–2020: Briarpatch (Fernsehserie)
- seit 2020: Upload (Fernsehserie)
- 2024: Ghosts – Folge "Isaac's Wedding" und Folge "Pinkus Returns"